# Farchtensee
Der Farchtensee ist ein See in den Gailtaler Alpen, nahe dem Weißensee. Der See liegt weitgehend unverbaut in einem Landschaftsschutzgebiet mit 190 ha Fläche (LGBl. Nr. 85/1970). Sein Einzugsgebiet beträgt ca. 8,64 km².
An Fischarten nachgewiesen sind:
- Hecht (Esox lucius),
- Aitel (Leuciscus cephalus),
- Karpfen (Cyprinus carpio),
- Rotauge (Rutilus rutilus),
- Rotfeder (Scardinius erythrophthalmus),
- Schleie (Tinca tinca) und
- Barsch (Perca fluviatilis).

Der See beherbergt Kärntens höchstes Edelkrebsvorkommen (Astacus astacus).